# III liga
Il campionato di III liga rappresenta il quarto livello del campionato polacco di calcio ed è attualmente noto come Betclic III liga per motivi di sponsorizzazione. Fino al 2008, con III liga ci si riferiva al campionato di terzo livello. 
Il campionato è amministrato dai singoli enti dei diversi voivodati della Polonia.

## Formato
Le 72 squadre sono divise in 4 gironi in base alla loro ripartizione geografica. Le vincenti dei singoli gironi vengono promosse in II Liga, mentre un numero variabile di squadre (in base al girone) viene retrocesso in IV liga.

### Ripartizione geografica
| Gruppo     | Voivodati                                                              |
| ---------- | ---------------------------------------------------------------------- |
| Gruppo I   | Łódź - Masovia - Podlachia - Varmia-Masuria                            |
| Gruppo II  | Cuiavia-Pomerania - Grande Polonia - Pomerania - Pomerania Occidentale |
| Gruppo III | Bassa Slesia - Lubusz - Opole - Slesia                                 |
| Gruppo IV  | Lublino - Piccola Polonia - Precarpazi - Santacroce                    |

## Storia
Un quarto livello nel campionato polacco fu istituito nel 2000, con il nome di IV Liga. Prima di allora, al di sotto del terzo livello si giocavano numerosi campionati regionali, non regolamentati dalla federazione. Per l'edizione inaugurale del campionato le squadre erano suddivise in 21 gironi su base geografica, al termine dei quali si tenevano dei turni di spareggio per decretare le promozioni.
In seguito alla riforma del campionato del 2008 il campionato fu rinominato in III liga e ridotto a 8 gironi, successivamente portati a 4 a partire dalla stagione 2016-17.

## Albo d'oro

### III Liga (2016-attuale)
| Season  | Gruppo I                     | Gruppo II         | Gruppo III           | Gruppo IV          |
| ------- | ---------------------------- | ----------------- | -------------------- | ------------------ |
| 2016–17 | Drwęca Nowe Miasto Lubawskie | Gwardia Koszalin  | GKS Jastrzębie       | Garbarnia Cracovia |
| 2017-18 | Widzew Łódź                  | Elana Toruń       | Skra Częstochowa     | Resovia Rzeszów    |
| 2018-19 | Legionovia Legionowo         | Lech Poznań II    | Górnik Polkowice     | Stal Rzeszów       |
| 2019-20 | Sokół Ostróda                | KKS Kalisz        | Śląsk Wrocław II     | Motor Lublino      |
| 2020-21 | Pogoń Grodzisk Mazowiecki    | Radunia Stężyca   | Ruch Chorzów         | Wisła Puławy       |
| 2021-22 | Polonia Varsavia             | Kotwica Kołobrzeg | Zagłębie Lubin II    | Siarka Tarnobrzeg  |
| 2022-23 | ŁKS II                       | Olimpia Grudziądz | Polonia Bytom        | Stal Stalowa Wola  |
| 2023-24 | Pogoń Grodzisk Mazowiecki    | Świt Stettino     | Rekord Bielsko-Biała | Wieczysta Cracovia |